# Greta Carlsson
Greta Ingeborg Carlsson  gift Nygren, född 7 juli 1898 i Eskilstuna, död 19 mars 1980 i Sundbyberg, var en svensk simmare och rekordung OS-deltagare.  
Greta Carlsson var 14 år och 2 dagar gammal då hon deltog i Olympiska spelen 1912 i Stockholm och är därmed Sveriges genom tiderna yngsta OS-deltagare. Individuellt blev hon utslagen i försöken på 100 meter frisim på tiden 1.43,0 och ingick i det svensk lag som blev 4:a på 4 x 100 meter frisim på tiden 6.40,0.
Greta Carlsson tävlade för Eskilstuna Simsällskap.